# Чарткі (Каліський повіт)
Чарткі (пол. Czartki) — село в Польщі, у гміні Желязкув Каліського повіту Великопольського воєводства.
Населення — 308 осіб (2011).
У 1975—1998 роках село належало до Каліського воєводства.

## Демографія
Демографічна структура станом на 31 березня 2011 року:
|          | Загалом | Допрацездатний вік | Працездатний вік | Постпрацездатний вік |
| -------- | ------- | ------------------ | ---------------- | -------------------- |
| Чоловіки | 152     | 36                 | 100              | 16                   |
| Жінки    | 156     | 35                 | 89               | 32                   |
| Разом    | 308     | 71                 | 189              | 48                   |